# Дэдзаки, Осаму
Осаму Дэдзаки (яп. 出﨑 統 Дэдзаки Осаму, 18 ноября 1943 — 17 апреля 2011), также известный под псевдонимом Макура Саки (яп. 崎 枕 Саки Макура) — режиссёр-мультипликатор японской анимации (аниме). Первый японский аниматор, использовавший компьютерную анимацию (Golgo 13). Дэдзаки также популяризовал жанр «спокон» — произведение о спортивных достижениях героев. Младший брат аниматора Сатоси Дэдзаки.

## Биография
Родился в Токио. В детстве и юности мечтал стать мангакой. После окончания школы поступил на работу в компанию Toshiba, но затем ушел в студию Mushi Production, где в 1963 году принял участие в работе над аниме Astro Boy, в частности, срежиссировал несколько серий. Там познакомился с рядом будущих классиков аниме, с которыми в дальнейшем сотрудничал и после распада студии.
В 1964 году основал компанию Art Fresh со своим старшим братом Тэцу и Гисабуро Сугии. В 1967 году ушел во фриланс, однако продолжил своё сотрудничество как с Mushi Production, так и с её сотрудниками. В 1970 году вместе с Акио Сугино экранизировал Ashita no Joe.
В 1972 году Дэдзаки с группой друзей и коллег по Mushi Production основал студию Madhouse и стал её первым президентом. Создал множество аниме различных жанров, включая спортивный сериал Ace wo Nerae, детский Ie Naki Ko и триллер Black Jack. Режиссёр скончался на 68 году жизни 17 апреля 2011 года в 12:35 от рака лёгких.

## Аниме-сериалы
- Astro Boy (1963—1966)
- Goku no Dai-bouken (悟空の大冒険)
- Wanpaku Tanteidan (わんぱく探偵団)
- Dororo (1969)
- Jungle Kurobe (1973)
- Ace o Nerae (1973—1974)
- Hajime Ningen Gyatoruz (はじめ人間ギャートルズ)
- Ganba no Boken (яп. ガンバの冒険) (1975)
- Ganso Tensai Bakabon (1975—1977)
- Ie Naki Ko
- Takarajima
- The Rose of Versailles
- Ashita no Joe
- Space Cobra (1982—1983)
- The Mighty Orbots
- Bionic Six
- Oniisama e (1991—1992)
- Hakugei: Legend of the Moby Dick
- Yuki no Jo-Oh (2005—2006)
- Genji Monogatari Sennenki
- В начале: Библейские истории